# Nati il 27 luglio
| Questa pagina contiene informazioni ricavate automaticamente dalle voci biografiche con l'ausilio del template Bio e di un bot. L'aggiornamento è periodico e automatico e ricostruisce completamente la pagina. Se manca una persona in questa lista, sei pregato di non aggiungerla, ma accertati piuttosto che la sua voce biografica contenga il template Bio e che i dati anagrafici siano correttamente compilati. Se il template Bio manca, inseriscilo tu stesso o, in alternativa, metti l'avviso {{tmp\|Bio}} che ne segnala la mancanza. Se i dati riportati sono sbagliati, correggi direttamente la voce biografica; le modifiche saranno visibili in questa lista entro pochi giorni. Per chiarimenti vedi il progetto biografie. La lista contiene solo le 1.182 persone che sono citate nell'enciclopedia e per le quali è stato implementato correttamente il template Bio. Pagina aggiornata al 17 ago 2025. |

## VII secolo(1)
- 644 - Ursmaro di Lobbes, vescovo e abate franco († 713)

## VIII secolo(1)
- 774 - Kūkai, monaco buddhista giapponese († 835)

## XVI secolo(7)
- 1502 - Francesco Corteccia, compositore e organista italiano († 1571)
- 1516 - Emilia di Sassonia († 1591)
- 1520 - Gonzalo II Fernández de Córdoba, generale spagnolo († 1578)
- 1563 - Ferrante II Gonzaga, nobile italiano († 1630)
- 1599 - Francesco Contini, architetto e pittore italiano († 1669)
- 1599 - Alberto di Sassonia-Eisenach, nobile († 1644)
- 1599 - Girolamo Verospi, cardinale e vescovo cattolico italiano († 1652)

## XVII secolo(7)
- 1603 - Alonso de Ovalle, storico e gesuita cileno († 1651)
- 1612 - Murad IV, sultano ottomano († 1640)
- 1625 - Edward Montagu, I conte di Sandwich, nobile, ammiraglio e militare inglese († 1672)
- 1667 - Johann Bernoulli, matematico svizzero († 1748)
- 1673 - Pietro Paltronieri, pittore italiano († 1741)
- 1674 - Filippo Luci, politico italiano († 1752)
- 1687 - Giuseppe Simone Assemani, bibliotecario, orientalista e arcivescovo cattolico libanese († 1768)

## XVIII secolo(47)
- 1704 - Johann Joseph von Trautson, cardinale austriaco († 1757)
- 1713 - Sofia Carlotta di Brandeburgo-Bayreuth, nobildonna tedesca († 1747)
- 1723 - Pascal Taskin, cembalaro francese († 1793)
- 1733 - Jeremiah Dixon, astronomo e inventore inglese († 1779)
- 1733 - Silvio Giorgetti, cantante castrato italiano († 1802)
- 1734 - Jakob Zupan, compositore sloveno († 1810)
- 1734 - Sofia di Borbone-Francia, principessa francese († 1782)
- 1735 - Elizabeth Bentinck, nobildonna inglese († 1825)
- 1736 - Giuseppe Vinci, arcivescovo cattolico e diplomatico italiano († 1795)
- 1736 - Luigi de Baillou, violinista e compositore italiano († 1804)
- 1737 - Erik Laxmann, esploratore svedese († 1796)
- 1740 - Jeanne Baret, esploratrice francese († 1807)
- 1746 - Jacob Axelsson Lindblom, arcivescovo luterano e storico svedese († 1819)
- 1752 - Ambroise Marie François Joseph Palisot de Beauvois, naturalista e botanico francese († 1820)
- 1752 - Samuel Smith, politico statunitense († 1839)
- 1752 - Georg Heinrich Weber, botanico e medico tedesco († 1828)
- 1753 - Christian Jakob Kraus, linguista e bibliotecario tedesco († 1807)
- 1753 - Andrea Mazzitelli, militare e marinaio italiano († 1800)
- 1755 - Gabriel de Hédouville, generale e diplomatico francese († 1825)
- 1762 - Lavinia Bingham, nobildonna irlandese († 1831)
- 1762 - Amedeo Tempia, militare e politico italiano († 1850)
- 1764 - John Thelwall, giornalista e poeta britannico († 1834)
- 1765 - Federica Elisabetta di Württemberg, principessa († 1785)
- 1766 - William Vane, I duca di Cleveland, nobile e politico inglese († 1842)
- 1768 - Charlotte Corday, rivoluzionaria francese († 1793)
- 1768 - Joseph Anton Koch, pittore austriaco († 1839)
- 1770 - Nicolò Pasqualigo, ammiraglio italiano († 1821)
- 1772 - Vincenzo Campanari, archeologo e poeta italiano († 1840)
- 1773 - Luisa Maria Amalia di Borbone-Due Sicilie, nobile († 1802)
- 1775 - Therese Brunsvik, nobile e filantropa ungherese († 1861)
- 1777 - Heinrich Wilhelm Brandes, fisico, meteorologo e astronomo tedesco († 1834)
- 1777 - Thomas Campbell, poeta e drammaturgo scozzese († 1844)
- 1777 - Alessandro Sanquirico, scenografo, architetto e pittore italiano († 1849)
- 1780 - Anastasio Bustamante, politico messicano († 1853)
- 1781 - Mauro Giuliani, chitarrista, compositore e violoncellista italiano († 1829)
- 1781 - Isabella Roncioni, nobile italiana († 1849)
- 1782 - Basilio Puoti, grammatico, lessicografo e critico letterario italiano († 1847)
- 1784 - Denis Vasil'evič Davydov, poeta e militare russo († 1839)
- 1784 - George Onslow, compositore francese († 1853)
- 1787 - Vincenzo Chialli, pittore italiano († 1840)
- 1788 - Victor Chauvet, poeta e drammaturgo francese († 1842)
- 1792 - Maria Quitéria, militare brasiliana († 1853)
- 1795 - Ludwig Bledow, scacchista tedesco († 1846)
- 1796 - Jacques Reclus, politico francese († 1882)
- 1797 - Giuseppe Ferrigni, magistrato e politico italiano († 1864)
- 1797 - Johann Peter Cajus zu Stolberg-Stolberg, nobile e politico tedesco († 1874)
- 1799 - Tommaso Locatelli, giornalista e editore italiano († 1868)

## XIX secolo(170)
- 1801 - George Biddell Airy, astronomo e matematico inglese († 1892)
- 1805 - Luigi Felice Rossi, compositore e critico musicale italiano († 1863)
- 1807 - Luigi Revedin, politico italiano († 1887)
- 1808 - Moriz Haupt, filologo classico e latinista tedesco († 1874)
- 1808 - Luigi Nazari di Calabiana, arcivescovo cattolico e politico italiano († 1893)
- 1808 - Samuele Romanin, storico italiano († 1861)
- 1809 - François Certain de Canrobert, generale e senatore francese († 1895)
- 1812 - Carlo di Solms-Braunfels, ufficiale, militare e principe tedesco († 1875)
- 1814 - Otto Gottlieb Mohnike, medico e naturalista tedesco († 1887)
- 1818 - Eben Norton Horsford, scienziato statunitense († 1893)
- 1818 - Agostino Roscelli, presbitero italiano († 1902)
- 1820 - Hubert von Luschka, anatomista tedesco († 1875)
- 1822 - Gian Giacomo Poldi Pezzoli d'Albertone, collezionista d'arte italiano († 1879)
- 1824 - Alexandre Dumas figlio, scrittore e drammaturgo francese († 1895)
- 1824 - Gustavo Mazè de la Roche, generale e politico italiano († 1886)
- 1825 - Jules Laurens, pittore e litografo francese († 1901)
- 1825 - Charles Summers, scultore inglese († 1878)
- 1826 - William Perry Fogg, avventuriero statunitense († 1909)
- 1826 - Franz von Thun und Hohenstein, generale austriaco († 1888)
- 1826 - Adolf von Hansemann, imprenditore e banchiere tedesco († 1903)
- 1827 - Carlo Combi, patriota e saggista italiano († 1884)
- 1827 - Pëtr Andreevič Šuvalov, politico e generale russo († 1889)
- 1829 - Jean-Pierre Boyer, cardinale e arcivescovo cattolico francese († 1896)
- 1830 - Emma Jane Gay, fotografa statunitense († 1919)
- 1831 - Carlo Municchi, magistrato, prefetto e politico italiano († 1911)
- 1831 - Ludvig Nobel, imprenditore, ingegnere e filantropo svedese († 1888)
- 1832 - Giuseppe Imperatrice, avvocato, magistrato e politico italiano († 1904)
- 1832 - Đura Jakšić, scrittore e pittore serbo († 1878)
- 1833 - Thomas George Bonney, geologo inglese († 1923)
- 1833 - Pietro Marchi, zoologo e medico italiano († 1923)
- 1833 - Giovanni Battista Marin, patriota italiano († 1893)
- 1833 - Franco Mistrali, giornalista, romanziere e storico italiano († 1880)
- 1834 - Miguel Grau Seminario, militare peruviano († 1879)
- 1835 - Giosuè Carducci, poeta, scrittore e critico letterario italiano († 1907)
- 1838 - Aleksandr Aleksandrovič Serno-Solov'evič, rivoluzionario russo († 1869)
- 1840 - Edoardo Arbib, patriota, politico e giornalista italiano († 1906)
- 1840 - Ranald Slidell MacKenzie, generale statunitense († 1889)
- 1840 - Auguste Serraillier, operaio francese
- 1840 - Gaspare De Marinis, anarchico italiano († 1893)
- 1841 - Linda Richards, infermiera statunitense († 1930)
- 1842 - Giovanni Cairoli, patriota italiano († 1869)
- 1844 - Pasquale Martignetti, politico italiano († 1920)
- 1846 - Georgi Dančov, artista, fotografo e rivoluzionario bulgaro († 1908)
- 1846 - Giuseppe Gabani, pittore e disegnatore italiano († 1899)
- 1848 - Friedrich Ernst Dorn, fisico tedesco († 1916)
- 1848 - Loránd Eötvös, fisico ungherese († 1919)
- 1848 - Richard Carl Meister, linguista tedesco († 1912)
- 1848 - Vladimir de Pachmann, pianista russo († 1933)
- 1848 - Filippo Smaldone, presbitero italiano († 1923)
- 1848 - Boris Vladimirovič Štjurmer, politico russo († 1917)
- 1849 - John Hopkinson, fisico e ingegnere britannico († 1898)
- 1849 - Girolamo Vitelli, filologo classico, grecista e papirologo italiano († 1935)
- 1851 - Guillermo Billinghurst, politico peruviano († 1915)
- 1851 - Edmondo Mayor des Planches, diplomatico e politico italiano († 1920)
- 1851 - Hannah de Rothschild, nobildonna britannica († 1890)
- 1851 - Johann von Zwehl, generale tedesco († 1926)
- 1852 - Edward Onslow Ford, scultore britannico († 1901)
- 1853 - Clementina Black, scrittrice inglese († 1922)
- 1853 - Vladimir Galaktionovič Korolenko, scrittore russo († 1921)
- 1853 - Gustav Lund, attore e regista danese († 1948)
- 1853 - Antonio Tambosi, politico, imprenditore e mecenate italiano († 1921)
- 1854 - Vasil Radoslavov, politico bulgaro († 1929)
- 1854 - Takahashi Korekiyo, politico giapponese († 1936)
- 1855 - Mariano Gomar de las Infantas, avvocato e politico spagnolo († 1923)
- 1856 - Arturo Faldi, pittore italiano († 1911)
- 1856 - Ettore Pais, storico italiano († 1939)
- 1856 - Maria Pasolini Ponti, educatrice, storica e pubblicista italiana († 1938)
- 1857 - Ernest Alfred Wallis Budge, egittologo e filologo inglese († 1934)
- 1857 - Jacob Krall, egittologo austriaco († 1905)
- 1858 - George Lyon, golfista canadese († 1938)
- 1858 - Gustave Serrurier-Bovy, architetto e decoratore belga († 1910)
- 1861 - James Frederick McLeod Prinsep, calciatore britannico († 1895)
- 1862 - Miguel Lillo, naturalista argentino († 1931)
- 1862 - Johann Puch, ingegnere e imprenditore austriaco († 1914)
- 1862 - Arthur Vicars, genealogista inglese († 1921)
- 1863 - Giuseppe Appiani, chimico e ingegnere italiano († 1942)
- 1863 - Giuseppe Fumagalli, bibliografo e bibliotecario italiano († 1939)
- 1865 - Ezio Ceccarelli, scultore italiano († 1927)
- 1866 - António José de Almeida, politico portoghese († 1929)
- 1866 - Henri Monnot, velista francese († 1933)
- 1866 - George Foster Platt, regista statunitense († 1928)
- 1867 - Enrique Granados, compositore e pianista spagnolo († 1916)
- 1867 - Derrick Norman Lehmer, matematico statunitense († 1938)
- 1868 - Adolfo Berio, magistrato e politico italiano († 1954)
- 1868 - George Morren, pittore belga († 1941)
- 1869 - Sidney Buller-Fullerton-Elphinstone, XVI Lord Elphinstone, scrittore e linguista britannico († 1955)
- 1869 - Arturo Viligiardi, pittore, scultore e architetto italiano († 1936)
- 1870 - Alfredo Andreini, entomologo e matematico italiano († 1943)
- 1870 - Hilaire Belloc, scrittore, politico e storico francese († 1953)
- 1870 - Bertram Boltwood, chimico statunitense († 1927)
- 1870 - Pietro Ricaldone, presbitero e scrittore italiano († 1951)
- 1871 - Ernst Zermelo, matematico e filosofo tedesco († 1953)
- 1874 - Mary Annette Anderson, docente statunitense († 1922)
- 1874 - Ludwig Hohlwein, architetto, pittore e illustratore tedesco († 1949)
- 1874 - Wynand Otto Jan Nieuwenkamp, pittore, incisore e etnologo olandese († 1950)
- 1875 - Lena Connell, fotografa britannica († 1949)
- 1876 - Luigi Volta, astronomo e politico italiano († 1952)
- 1877 - Ernő Dohnányi, direttore d'orchestra, compositore e pianista ungherese († 1960)
- 1877 - Harrison Fisher, illustratore statunitense († 1934)
- 1877 - Francesco Maria Franco, vescovo cattolico italiano († 1968)
- 1877 - Florence Gill, doppiatrice britannica († 1965)
- 1877 - Theodor Kofler, fotografo austriaco († 1957)
- 1877 - John Henry Lake, pistard statunitense
- 1877 - Stefano Rosselli del Turco, scacchista italiano († 1947)
- 1878 - August Aichhorn, psicoanalista austriaco († 1949)
- 1878 - Jeanne Froment-Meurice, golfista francese († 1965)
- 1878 - Iwane Matsui, generale giapponese († 1948)
- 1880 - Giovanni Canova, schermidore italiano († 1960)
- 1880 - Louis Lapierre, missionario e vescovo cattolico canadese († 1952)
- 1880 - Louis Marc, nuotatore e pallanuotista francese († 1946)
- 1881 - Thomas Addis, medico e scienziato scozzese († 1949)
- 1881 - Melchiorre Allegra, medico, mafioso e collaboratore di giustizia italiano († 1951)
- 1881 - Hans Fischer, chimico tedesco († 1945)
- 1881 - Rauf Orbay, politico e militare turco († 1964)
- 1882 - Hélène Brion, attivista francese († 1962)
- 1882 - Lucie Chevalley, attivista francese († 1979)
- 1882 - Vito Carmelo Colamonico, geografo italiano († 1973)
- 1882 - Donald Crisp, attore, regista e sceneggiatore britannico († 1974)
- 1882 - Geoffrey de Havilland, aviatore e pioniere dell'aviazione britannico († 1965)
- 1882 - Giuseppe Maggiore, giurista e scrittore italiano († 1954)
- 1883 - Alberto Missiroli, medico italiano († 1951)
- 1883 - Carlo e Luigi Rigola, scultore italiano († 1949)
- 1884 - Kathleen Howard, cantante, scrittrice e attrice canadese († 1956)
- 1886 - Ernst May, architetto e urbanista tedesco († 1970)
- 1888 - Volt, poeta, scrittore e giornalista italiano († 1927)
- 1888 - Harold Rayner, schermidore statunitense († 1954)
- 1888 - Oscar di Prussia, nobile tedesco († 1958)
- 1889 - Sophus Jensen, pallanuotista statunitense († 1945)
- 1889 - Vera Karalli, ballerina russa († 1972)
- 1890 - Erich Dunskus, attore tedesco († 1967)
- 1890 - Nicolas Farkas, direttore della fotografia, sceneggiatore e regista ungherese († 1982)
- 1890 - Danilo Ilić, rivoluzionario serbo († 1915)
- 1890 - Armas Taipale, discobolo finlandese († 1976)
- 1890 - Åge Vedel Tåning, ittiologo danese († 1958)
- 1891 - Mario Cevenini, calciatore italiano († 1987)
- 1891 - Werner von Erdmannsdorff, generale tedesco († 1945)
- 1891 - Franco Giongo, velocista italiano († 1981)
- 1891 - Ján Pöstényi, presbitero, saggista e editore slovacco († 1980)
- 1891 - Sofia Schafranov, medico e superstite dell'Olocausto russa († 1994)
- 1892 - Irene Bowder, tennista sudafricana († 1978)
- 1892 - Giacomo Caputo, militare italiano († 1936)
- 1892 - Ernest Failloubaz, aviatore svizzero († 1919)
- 1892 - Gustav Harteneck, generale tedesco († 1984)
- 1893 - Ugo Agostoni, ciclista su strada italiano († 1941)
- 1893 - Pierino Sodano, calciatore italiano († 1968)
- 1894 - André Jousseaume, cavaliere francese († 1960)
- 1894 - Jan Peka, hockeista su ghiaccio ceco († 1985)
- 1894 - Jerzy Potulicki-Skórzewski, militare e bobbista polacco († 1950)
- 1894 - Théodore Ungerer, orologiaio e storico tedesco († 1935)
- 1895 - Angelo Arbasi, militare italiano († 1963)
- 1895 - Francesco Papa, calciatore italiano († 1981)
- 1895 - Italo Siciliano, critico letterario italiano († 1980)
- 1895 - Umberto Terracini, politico e antifascista italiano († 1983)
- 1896 - Robert George, generale e politico britannico († 1967)
- 1896 - Richard Heidrich, generale tedesco († 1947)
- 1896 - Roger Lumley, XI conte di Scarbrough, generale e politico inglese († 1969)
- 1897 - Adolfo Baloncieri, allenatore di calcio e calciatore italiano († 1986)
- 1897 - Bernard Coyne, statunitense († 1921)
- 1897 - Otto Kanturek, direttore della fotografia e regista austriaco († 1941)
- 1897 - Biz Mackey, giocatore di baseball statunitense († 1965)
- 1897 - Nikolaj Nikolaevič Poppe, linguista sovietico († 1991)
- 1897 - Boris Poslavskij, attore sovietico († 1951)
- 1898 - Renato Balestrero, pilota automobilistico italiano († 1948)
- 1898 - Concha Méndez, poetessa spagnola († 1986)
- 1899 - Zhu Shilin, regista e sceneggiatore cinese († 1967)
- 1900 - Gabriel Audisio, scrittore e poeta francese († 1978)
- 1900 - Ernst Fritz Fürbringer, attore e doppiatore tedesco († 1988)
- 1900 - Charles Vidor, regista statunitense († 1959)
- 1900 - Geppino Volpe, pittore italiano († 1979)
- 1900 - Knud di Danimarca, principe danese († 1976)

## XX secolo(916)
- 1901 - Gabriele Bianchi, compositore italiano († 1974)
- 1901 - Natalie Moorhead, attrice statunitense († 1992)
- 1901 - Vladimir Ivanovič Ščerbakov, generale e politico sovietico († 1981)
- 1902 - Walter Boninsegni, tiratore a segno italiano († 1991)
- 1902 - Antonio Parascandola, vulcanologo e mineralogista italiano († 1977)
- 1903 - Nikolaj Konstantinovič Čerkasov, attore sovietico († 1966)
- 1903 - Michaīl Stasinopoulos, politico, scrittore e traduttore greco († 2002)
- 1904 - Kenneth Bainbridge, fisico statunitense († 1996)
- 1904 - Anton Dolin, ballerino e coreografo britannico († 1983)
- 1904 - Oskar Lange, economista e ambasciatore polacco († 1965)
- 1904 - Paolo Milano, critico letterario e giornalista italiano († 1988)
- 1904 - Ljudmyla Volodymyrivna Rudenko, scacchista sovietica († 1986)
- 1905 - Togo Bozzi, saggista e giornalista italiano († 1989)
- 1905 - Amilcare Della Noce, calciatore italiano († 1988)
- 1905 - Leo Durocher, giocatore di baseball e allenatore di baseball statunitense († 1991)
- 1905 - Robert L. May, scrittore statunitense († 1976)
- 1905 - Américo Ruffino, calciatore argentino († 1988)
- 1906 - František Fait, calciatore cecoslovacco († 2002)
- 1906 - María Pilar Izquierdo Albero, religiosa spagnola († 1945)
- 1906 - Herbert Jasper, medico, neurologo e fisiologo canadese († 1999)
- 1907 - Ross Alexander, attore statunitense († 1937)
- 1907 - Tommaso Caudera, calciatore italiano († 1968)
- 1907 - Petar Lubarda, pittore jugoslavo († 1974)
- 1907 - Guido Piovene, scrittore e giornalista italiano († 1974)
- 1907 - Gregory Vlastos, storico della filosofia statunitense († 1991)
- 1907 - John Wells, pittore inglese († 2000)
- 1907 - Jack van Bebber, lottatore statunitense († 1986)
- 1908 - Phyllis Danaher, ballerina, insegnante e coreografa australiana († 1991)
- 1908 - Nancy Hamilton, attrice teatrale e sceneggiatrice statunitense († 1985)
- 1908 - Paolo Treves, politico, pubblicista e politologo italiano († 1958)
- 1908 - Torsten Ullman, tiratore a segno svedese († 1993)
- 1909 - Vincenzo Baggioli, fumettista e giornalista italiano († 1969)
- 1909 - Hilde Domin, poetessa e scrittrice tedesca († 2006)
- 1910 - Paul Engebretsen, giocatore di football americano statunitense († 1979)
- 1910 - Julien Gracq, scrittore francese († 2007)
- 1910 - Ludwig Lachner, calciatore tedesco († 2003)
- 1910 - Lupita Tovar, attrice messicana († 2016)
- 1911 - Robert Marjolin, economista e politico francese († 1986)
- 1911 - Franco Scandurra, attore italiano († 2003)
- 1911 - Robert Tanneveau, ciclista su strada francese († 1993)
- 1912 - Ruggiero Lattanzio, chirurgo italiano († 1987)
- 1912 - Igor Markevitch, compositore e direttore d'orchestra ucraino († 1983)
- 1912 - Anthony Pelissier, regista e sceneggiatore inglese († 1988)
- 1913 - José Maria Antunes, allenatore di calcio e calciatore portoghese († 1991)
- 1913 - Giorgio Casali, fotografo italiano († 1995)
- 1913 - Claudio Gora, attore e regista italiano († 1998)
- 1913 - António Martins, calciatore portoghese
- 1913 - Lotario Rangoni, pilota automobilistico e aviatore italiano († 1942)
- 1913 - Vittorio Sereni, poeta, scrittore e traduttore italiano († 1983)
- 1913 - Glauco Servadei, ciclista su strada italiano († 1968)
- 1914 - Giuseppe Baldo, calciatore e dirigente sportivo italiano († 2007)
- 1914 - Gusti Huber, attrice austriaca († 1993)
- 1914 - Klári Tolnay, attrice ungherese († 1998)
- 1914 - Miles White, costumista statunitense († 2000)
- 1915 - Mario Del Monaco, tenore italiano († 1982)
- 1915 - Jacques Prevel, poeta francese († 1951)
- 1916 - Elena Altieri, attrice italiana († 1997)
- 1916 - Marcello Candia, imprenditore, missionario e filantropo italiano († 1983)
- 1916 - Elizabeth Hardwick, critica letteraria e scrittrice statunitense († 2007)
- 1916 - Amhà Selassié, sovrano etiope († 1997)
- 1916 - Nello Taviani, pittore italiano († 1995)
- 1916 - Keenan Wynn, attore statunitense († 1986)
- 1917 - Bourvil, attore, cantante e compositore francese († 1970)
- 1917 - Elio Marcuzzo, attore italiano († 1945)
- 1917 - Ernie Peppiatt, sollevatore britannico († 1979)
- 1917 - Armindo Valente, calciatore italiano († 2005)
- 1917 - Mario Verdone, critico cinematografico e saggista italiano († 2009)
- 1918 - Jacques Bertin, cartografo francese († 2010)
- 1918 - Roy Romain, nuotatore britannico († 2010)
- 1918 - Leonard Rose, violoncellista statunitense († 1984)
- 1918 - Johanna Selbach, nuotatrice olandese († 1998)
- 1919 - John Chandos, attore britannico († 1987)
- 1919 - Jack Goody, antropologo britannico († 2015)
- 1919 - David Swift, sceneggiatore, regista e produttore cinematografico statunitense († 2001)
- 1919 - Vojmir Tedoldi, giornalista italiano († 1984)
- 1920 - Ferruccio Ferroni, fotografo italiano († 2007)
- 1920 - Olivier Guichard, politico francese († 2004)
- 1920 - Alberto Milli, calciatore e allenatore di calcio italiano
- 1920 - Giovanni Pagani, militare italiano († 1945)
- 1920 - Guy Pérotin, militare francese († 1940)
- 1920 - Elio Scardamaglia, produttore cinematografico e regista italiano († 2001)
- 1920 - Don Smith, cestista statunitense († 1996)
- 1921 - Eugen Coșeriu, linguista rumeno († 2002)
- 1921 - Jurij Duganov, sollevatore sovietico († 2012)
- 1921 - Federico Hindermann, poeta, giornalista e traduttore italiano († 2012)
- 1921 - Adelaide João, attrice portoghese († 2021)
- 1922 - Adolfo Celi, attore, regista e sceneggiatore italiano († 1986)
- 1922 - Jean Grégoire, calciatore e allenatore di calcio francese († 2013)
- 1922 - Norman Lear, autore televisivo, produttore televisivo e sceneggiatore statunitense († 2023)
- 1924 - Vincent Canby, critico cinematografico e critico teatrale statunitense († 2000)
- 1924 - Guido Di Fidio, scultore e incisore italiano († 2016)
- 1924 - Edmondo Ferrero, politico italiano († 2013)
- 1924 - Pier Luigi Romita, politico italiano († 2003)
- 1924 - Fritz Tornow, militare tedesco
- 1925 - Aleksandr Anatol'evič Kosmodem'janskij, militare sovietico († 1945)
- 1925 - Claudia Pinza Bozzolla, soprano argentino († 2017)
- 1925 - Michele Topa, giornalista e scrittore italiano († 1999)
- 1926 - Elio Angelini, calciatore italiano († 1999)
- 1926 - Antonio Danieli, partigiano italiano († 1944)
- 1926 - Maurizio De Negri, medico italiano († 2017)
- 1926 - Sadegh Khalkhali, religioso e politico iraniano († 2003)
- 1926 - Renato Sandri, politico, partigiano e saggista italiano († 2019)
- 1926 - Ugo Spagnoli, costituzionalista e politico italiano († 2012)
- 1926 - Marlow Cook, politico statunitense († 2016)
- 1927 - William Bronzoni, calciatore italiano († 1987)
- 1927 - Guido Buzzelli, fumettista, illustratore e pittore italiano († 1992)
- 1927 - Demetrios Constantelos, biblista e traduttore greco († 2017)
- 1927 - Gisèle Halimi, avvocata e politica francese († 2020)
- 1927 - Cezar Niculescu, cestista rumeno
- 1927 - Laya Raki, attrice e ballerina tedesca († 2018)
- 1927 - Dawid Rubinowicz, scrittore polacco († 1942)
- 1927 - Rodolfo Soracco, cestista peruviano († 2018)
- 1927 - Heinz Wewers, allenatore di calcio e calciatore tedesco-occidentale († 2008)
- 1928 - Ursula Boese, contralto tedesco († 2016)
- 1928 - Agostino Ferrin, basso italiano († 1989)
- 1928 - Joseph Kittinger, aviatore statunitense († 2022)
- 1928 - Karl Mai, calciatore tedesco († 1993)
- 1928 - Eleonora Vincenti, filologa italiana († 2015)
- 1929 - Jean Baudrillard, sociologo, filosofo e politologo francese († 2007)
- 1929 - Alexander Bennett, ballerino britannico († 2003)
- 1929 - Eros Beraldo, calciatore e allenatore di calcio italiano († 2004)
- 1929 - Milan Blagojević, ex cestista jugoslavo
- 1929 - Nedo Canetti, politico italiano († 2020)
- 1929 - Juan Cañete, ex calciatore paraguaiano
- 1929 - Lyall Dagg, giocatore di curling canadese († 1975)
- 1929 - Jack Higgins, scrittore britannico († 2022)
- 1929 - Paolo Spinola, sceneggiatore, regista e imprenditore italiano († 2005)
- 1930 - Bernard Andreae, archeologo austriaco
- 1930 - Luigi Baldacci, critico letterario, giornalista e italianista italiano († 2002)
- 1930 - Cesare Bianchini, ex calciatore italiano
- 1930 - Shirley Williams, politica, docente e scrittrice inglese († 2021)
- 1930 - Christine Carrère, attrice francese († 2008)
- 1930 - Emanuele Chiapasco, giocatore di baseball, dirigente sportivo e dirigente d'azienda italiano († 2021)
- 1930 - Mildred B. Davis, scrittrice statunitense
- 1930 - Corrado Guerzoni, giornalista e conduttore radiofonico italiano († 2011)
- 1930 - Elisa Mainardi, attrice italiana († 2016)
- 1930 - Alberto Picasso, arbitro di calcio italiano († 2016)
- 1930 - Óscar Pablo Rossi, calciatore argentino († 2012)
- 1930 - Andy White, batterista britannico († 2015)
- 1931 - Jerry Van Dyke, attore statunitense († 2018)
- 1932 - Forest Able, ex cestista statunitense
- 1932 - David Blair, danzatore britannico († 1976)
- 1932 - Beverly Byron, politica statunitense († 2025)
- 1932 - Giuseppe De Rita, sociologo italiano
- 1932 - Pier Luigi Del Bene, calciatore italiano († 2021)
- 1932 - Bob Templeton, rugbista a 15, allenatore di rugby a 15 e dirigente sportivo australiano († 1999)
- 1932 - Gennaro Valeri, politico italiano († 2005)
- 1933 - Marlene Ahrens, giavellottista cilena († 2020)
- 1933 - Mal Arnold, attore statunitense
- 1933 - Chris Lawrence, pilota automobilistico britannico († 2011)
- 1933 - Anton Popovič, linguista cecoslovacco († 1984)
- 1933 - Alena Reichová, ginnasta cecoslovacca († 2011)
- 1934 - Ajahn Sumedho, monaco buddhista statunitense
- 1934 - Claudio Cavallaro, compositore e cantante italiano († 2003)
- 1934 - Pietro Chiodini, ciclista su strada italiano († 2010)
- 1934 - Robin Walsh Leamy, vescovo cattolico neozelandese († 2022)
- 1934 - Ennio Vitanza, telecronista sportivo e conduttore televisivo italiano
- 1935 - Gioacchino Illiano, vescovo cattolico italiano († 2020)
- 1935 - Billy McCullough, allenatore di calcio e ex calciatore nordirlandese
- 1935 - Mihalj Mesaroš, calciatore jugoslavo († 2017)
- 1935 - Salvatore Puntillo, attore italiano († 2024)
- 1935 - Jean Rolland, pilota di rally e pilota automobilistico francese († 1967)
- 1935 - Jack Sullivan, cestista e allenatore di pallacanestro statunitense († 2010)
- 1936 - Nathan George, attore statunitense († 2017)
- 1936 - Dimităr Kostov, ex calciatore bulgaro
- 1936 - Maris Liepa, ballerino e direttore artistico lettone († 1989)
- 1936 - Massimo Paci, sociologo italiano
- 1936 - Rafael Palmero Ramos, vescovo cattolico spagnolo († 2021)
- 1937 - Narciso Bernardo, cestista e allenatore di pallacanestro filippino († 2008)
- 1937 - Rita Bottero, fondista italiana († 2014)
- 1937 - Detto Mariano, compositore, arrangiatore e paroliere italiano († 2020)
- 1937 - Don Galloway, attore statunitense († 2009)
- 1937 - Luciana Guindani, canoista italiana († 2020)
- 1937 - Bill Guthridge, allenatore di pallacanestro statunitense († 2015)
- 1937 - Mirko Marjanović, politico serbo († 2006)
- 1937 - Léon Pickers, pallanuotista belga († 1968)
- 1938 - Isabelle Aubret, cantante francese
- 1938 - Pierre Christin, scrittore, dialoghista e sceneggiatore francese († 2024)
- 1938 - Vezio De Lucia, urbanista italiano
- 1938 - Gary Gygax, autore di giochi e scrittore statunitense († 2008)
- 1938 - Giorgio Jossa, storico italiano
- 1938 - Jerry Juhl, sceneggiatore statunitense († 2005)
- 1938 - Miklós Temesvári, allenatore di calcio e ex calciatore ungherese
- 1938 - Bill Wyatt, ex cestista australiano
- 1939 - Irv Cross, giocatore di football americano statunitense († 2021)
- 1939 - William Eggleston, fotografo statunitense
- 1939 - James Follett, scrittore e sceneggiatore britannico († 2021)
- 1939 - William Happer, fisico britannico
- 1939 - Michael Longley, poeta britannico († 2025)
- 1939 - Ted Luckenbill, cestista statunitense († 2012)
- 1939 - José Manuel Moya, compositore e produttore discografico spagnolo
- 1939 - James Victor, attore dominicano († 2016)
- 1939 - Giulio Cesare Spagni, calciatore italiano († 2009)
- 1939 - Peppino di Capri, cantante, pianista e attore italiano
- 1940 - Eliseo Álvarez, calciatore uruguaiano († 1999)
- 1940 - Pina Bausch, coreografa, ballerina e insegnante tedesca († 2009)
- 1940 - Èduard Guščin, pesista sovietico († 2011)
- 1940 - Peter James, attore e regista teatrale britannico († 2025)
- 1940 - Gary Kurtz, produttore cinematografico statunitense († 2018)
- 1940 - Ignazio Manunza, politico italiano († 2006)
- 1940 - Bharati Mukherjee, scrittrice statunitense († 2017)
- 1940 - Bob Woollard, ex cestista statunitense
- 1940 - Vladimir Georgievič Šamšurin, regista sovietico († 1996)
- 1941 - Saverio La Grua, politico italiano
- 1941 - Zlatko Škorić, calciatore jugoslavo († 2019)
- 1941 - Paolo Trevisi, attore e regista teatrale italiano († 2015)
- 1942 - Umberto Bernardini, politico e filosofo italiano († 2013)
- 1942 - Lanny Flaherty, attore statunitense († 2024)
- 1942 - Bobbie Gentry, cantante statunitense
- 1942 - Paolo Legrenzi, psicologo italiano
- 1942 - Karl Link, ex pistard tedesco
- 1942 - Dennis Ralston, tennista statunitense († 2020)
- 1942 - Marco Sassone, pittore italiano
- 1942 - Thomas Willi, teologo svizzero
- 1943 - Theodore Boronovskis, ex judoka australiano
- 1943 - Trond Børresen, ex calciatore norvegese
- 1943 - Luigi Cogodi, politico italiano († 2015)
- 1943 - Giorgio Galvagno, politico italiano
- 1943 - Max Jean, ex pilota automobilistico francese
- 1943 - Günter Kaltenbrunner, allenatore di calcio e ex calciatore austriaco
- 1943 - Miguel Montalvo, ex cestista cubano
- 1943 - Umberto Silva, scrittore, regista e psicoanalista italiano
- 1943 - Rolf Steinhausen, pilota motociclistico tedesco
- 1943 - Remo Ugolinelli, tecnico del suono italiano
- 1944 - Jon Edward Ahlquist, ornitologo e biologo statunitense († 2020)
- 1944 - Marco Boato, politico italiano
- 1944 - Marlene Charell, cantante, showgirl e conduttrice televisiva tedesca
- 1944 - Vito D'Amato, allenatore di calcio e ex calciatore italiano
- 1944 - Quentin Dean, attrice statunitense († 2003)
- 1944 - Mario Gatto, politico italiano
- 1944 - Armelle Guinebertière, politica francese
- 1944 - Jean-Marie Leblanc, ex ciclista su strada, giornalista e dirigente sportivo francese
- 1944 - Sergio Petrelli, allenatore di calcio e ex calciatore italiano
- 1944 - Franco Tacelli, calciatore italiano († 2019)
- 1944 - Barbara Thompson, sassofonista, flautista e compositrice britannica († 2022)
- 1944 - Isabelle de Funès, attrice, cantante e modella francese
- 1945 - Bárbara Dührkop, politica tedesca
- 1945 - Roger Joseph Foys, vescovo cattolico statunitense
- 1945 - Božidar Grigorov, ex calciatore bulgaro
- 1945 - Neal Israel, regista, sceneggiatore e attore statunitense
- 1945 - Robin Norwood, scrittrice statunitense
- 1946 - Roger Abravanel, saggista italiano
- 1946 - Toqtar Oñğarbayulı Äwbäkirov, cosmonauta sovietico
- 1946 - Bernd Brunnhofer, autore di giochi tedesco
- 1946 - Donny the Punk, attivista statunitense († 1996)
- 1946 - Raimondo Galuppo, politico e dirigente sportivo italiano († 2025)
- 1946 - Gwynne Gilford, attrice statunitense
- 1946 - Haven Moses, ex giocatore di football americano statunitense
- 1946 - Rolando Nannicini, politico italiano
- 1946 - Alberto Rinaldi, ex giocatore di baseball e allenatore di baseball italiano
- 1946 - Gianni Sassaroli, calciatore italiano († 1989)
- 1946 - Rade Šerbedžija, attore, poeta e musicista croato
- 1946 - Dino Turcato, ex sollevatore italiano
- 1947 - Gillian Bray, attrice britannica
- 1947 - Sandra Browne, mezzosoprano trinidadiana
- 1947 - Mack Calvin, ex cestista e allenatore di pallacanestro statunitense
- 1947 - Giulio Colomba, politico italiano
- 1947 - Natalio Hernández, poeta messicano
- 1947 - Max Klauß, ex lunghista tedesco
- 1947 - Elisabetta Maffeis, ex ciclista su strada italiana
- 1947 - Renato Mannheimer, sondaggista e sociologo italiano
- 1947 - Shalom Tomáš Neuman, artista statunitense
- 1947 - Givi Onashvili, ex judoka sovietico
- 1947 - Adolfo Rodríguez Saá, avvocato e politico argentino
- 1947 - Ilya Salkind, produttore cinematografico e produttore televisivo messicano
- 1947 - Romesh Sharma, attore e regista indiano
- 1947 - Giora Spiegel, allenatore di calcio e ex calciatore israeliano
- 1947 - Claudio Trevisan, calciatore italiano († 2022)
- 1947 - Hans-Jürgen Wittkamp, ex calciatore e allenatore di calcio tedesco
- 1947 - Vitalij Zastuchov, cestista sovietico († 2001)
- 1948 - Peggy Fleming, ex pattinatrice artistica su ghiaccio statunitense
- 1948 - Kaiji Kawaguchi, fumettista giapponese
- 1948 - Franco Panizza, calciatore e allenatore di calcio italiano († 2022)
- 1948 - Snyder Rini, politico salomonese († 2025)
- 1948 - Hans Rosling, medico e statistico svedese († 2017)
- 1948 - Alfredo Sandri, politico italiano
- 1948 - Betty Thomas, attrice, regista e produttrice cinematografica statunitense
- 1949 - Anacleto Altigieri, rugbista a 15 italiano († 2016)
- 1949 - Jaroslav Brabec, pesista cecoslovacco († 2018)
- 1949 - Maury Chaykin, attore canadese († 2010)
- 1949 - Jorge Insfrán, ex calciatore paraguaiano
- 1949 - Jim Jones, ex hockeista su ghiaccio canadese
- 1949 - Aurelio Juri, politico e giornalista sloveno
- 1949 - Mario Martín, attore spagnolo
- 1949 - Maureen McGovern, cantante e attrice statunitense
- 1950 - Mauro Felicani, arbitro di calcio italiano
- 1950 - Simon Jones, attore britannico
- 1950 - Christina Kokubo, attrice statunitense († 2007)
- 1950 - Reggie McKenzie, ex giocatore di football americano statunitense
- 1951 - Bernardo Atxaga, scrittore e poeta spagnolo
- 1951 - Fabrizio Bartaletti, geografo italiano
- 1951 - Vishwa Mohan Bhatt, musicista indiano
- 1951 - Ugo Boghetta, politico italiano
- 1951 - Manuel Cajuda, allenatore di calcio e ex calciatore portoghese
- 1951 - Maura Cossutta, politica italiana
- 1951 - Claudio Malagoli, cestista italiano († 1988)
- 1951 - Oreste Perri, ex canoista, politico e dirigente sportivo italiano
- 1951 - Kazuo Saitō, allenatore di calcio e ex calciatore giapponese
- 1951 - Rolf Thung, ex tennista olandese
- 1952 - Elly Appel, tennista olandese († 2022)
- 1952 - Marvin Barnes, cestista statunitense († 2014)
- 1952 - Pietro Biagini, ex calciatore italiano
- 1952 - Robin Friday, calciatore inglese († 1990)
- 1952 - Caterina Motta, restauratrice italiana († 2016)
- 1952 - Ellen Streidt, ex velocista tedesca orientale
- 1952 - Carol Vaness, soprano statunitense
- 1953 - Damário Dacruz, poeta, fotografo e giornalista brasiliano († 2010)
- 1953 - Gus Gerard, ex cestista statunitense
- 1953 - Mike Hartenstine, ex giocatore di football americano statunitense
- 1953 - Béla Katzirz, ex calciatore ungherese
- 1953 - Vittorio Manzari, microbiologo italiano
- 1953 - Pedro López Quintana, arcivescovo cattolico spagnolo
- 1954 - Philippe Alliot, ex pilota automobilistico francese
- 1954 - Phil Bond, ex cestista statunitense
- 1954 - Manny Fernandez, wrestler statunitense
- 1954 - Paul Hegarty, allenatore di calcio e ex calciatore scozzese
- 1954 - Peter Mueller, ex pattinatore di velocità su ghiaccio statunitense
- 1954 - Claudia Salvatori, scrittrice e fumettista italiana
- 1954 - Dragan Todorić, ex cestista e dirigente sportivo jugoslavo
- 1954 - Erwin Wurm, artista austriaco
- 1955 - József Balla, lottatore ungherese († 2003)
- 1955 - Thomas Bauer, imprenditore e dirigente d'azienda tedesco
- 1955 - Ronald Braunstein, compositore, direttore d'orchestra e pianista statunitense
- 1955 - Randy Cleek, pilota motociclistico statunitense († 1977)
- 1955 - Csaba Gaspar, ex schermidore argentino
- 1955 - Carmelo Musumeci, scrittore e criminale italiano
- 1955 - Bobby Rondinelli, batterista statunitense
- 1955 - Roger Guenveur Smith, attore e regista statunitense
- 1955 - Peter Ward, ex calciatore inglese
- 1955 - Mariano Hugo di Windisch-Graetz, principe e diplomatico austriaco
- 1956 - Garry Birtles, allenatore di calcio e ex calciatore inglese
- 1956 - Lacy Clay, politico statunitense
- 1956 - Jouko Karjalainen, ex combinatista nordico finlandese
- 1956 - Carol Leifer, comica, autrice televisiva e sceneggiatrice statunitense
- 1956 - Zlatan Saračević, ex pesista bosniaco
- 1957 - Aniello Aliberti, imprenditore italiano
- 1957 - Achim Bellmann, ex schermidore e pentatleta tedesco
- 1957 - Matt Osborne, wrestler statunitense († 2013)
- 1957 - Raffaele Carlino, imprenditore e dirigente sportivo italiano
- 1957 - Fulvio Colini, allenatore di calcio a 5 italiano
- 1957 - Bill Engvall, attore e comico statunitense
- 1957 - César Fantauzzi, ex cestista portoricano
- 1957 - Robert L. Freedman, sceneggiatore, librettista e paroliere statunitense
- 1957 - Jørn Hoel, cantante norvegese
- 1957 - Gérald Cyprien Lacroix, cardinale e arcivescovo cattolico canadese
- 1957 - Achille Mbembe, filosofo, africanista e storico camerunese
- 1957 - Hansi Müller, ex calciatore tedesco
- 1957 - Fulvio Ottaviano, regista, sceneggiatore e produttore cinematografico italiano
- 1957 - James Ray, cestista statunitense († 2023)
- 1957 - Peter Rocca, ex nuotatore statunitense
- 1957 - Erwin Romero, ex calciatore boliviano
- 1957 - Gunter Schmieder, ex combinatista nordico tedesco orientale
- 1958 - Ana Bettz, cantautrice italiana
- 1958 - Christopher Dean, pattinatore artistico su ghiaccio britannico
- 1958 - Mathieu Faye, ex cestista senegalese
- 1958 - Anthony Kosten, scacchista francese
- 1958 - Leiz, ex calciatore brasiliano
- 1958 - Sergio Pierattini, drammaturgo e attore italiano
- 1958 - Fabrice Pierre, arpista e direttore d'orchestra francese
- 1958 - Kari Ristanen, ex fondista finlandese
- 1958 - Barbara Rudnik, attrice tedesca († 2009)
- 1958 - Håkan Sandberg, allenatore di calcio e ex calciatore svedese
- 1959 - Magdi Abdelghani, ex calciatore egiziano
- 1959 - Sergio Berlato, politico italiano
- 1959 - Luca De Gennaro, disc jockey, critico musicale e conduttore radiofonico italiano
- 1959 - Antonio Luca Fallica, abate italiano
- 1959 - Hugh Green, giocatore di football americano statunitense
- 1959 - Antonio Labonia, ex calciatore argentino
- 1959 - Tchiss Lopes, cantante, musicista e compositore capoverdiano
- 1959 - Lorenzo Mannino, mafioso statunitense
- 1959 - Siobhan Redmond, attrice scozzese
- 1959 - Liceth Rojas, ex cestista boliviana
- 1959 - Aleksandr Sizonenko, cestista sovietico († 2012)
- 1959 - Glenn Thompson, politico statunitense
- 1959 - Aleksandr Veledinskij, regista sovietico
- 1960 - Jacques Demers, ex sollevatore canadese
- 1960 - Jo Durie, ex tennista britannica
- 1960 - Peter Foster, ex canoista australiano
- 1960 - Wojciech Królik, ex cestista e allenatore di pallacanestro polacco
- 1960 - Roberto Mancini, poliziotto italiano († 2014)
- 1960 - Paolo Marangon, storico e saggista italiano
- 1960 - Franco Urru, fumettista italiano († 2012)
- 1961 - Biko Agozino, criminologo nigeriano
- 1961 - Erez Tal, conduttore televisivo e comico israeliano
- 1961 - Daniel Burbank, ex astronauta statunitense
- 1961 - Maurizio Dei Lazzaretti, batterista italiano
- 1961 - Patrizia Fratini, ex ginnasta italiana
- 1961 - Panikos Orfanidīs, ex calciatore e allenatore di calcio cipriota
- 1961 - John Putch, attore e regista statunitense
- 1961 - Ömer Saybir, ex cestista turco
- 1961 - Juri Schlünz, allenatore di calcio e ex calciatore tedesco
- 1961 - Rebecca Staab, attrice e ex modella statunitense
- 1961 - Claudio Vandelli, ex ciclista su strada, ciclocrossista e mountain biker italiano
- 1961 - Fabio Zamarion, direttore della fotografia italiano
- 1962 - Pasquale Belsito, ex terrorista italiano
- 1962 - Neil Brooks, ex nuotatore australiano
- 1962 - Mariela Castro, psicologa, politica e attivista cubana
- 1962 - Rocco Cotroneo, allenatore di calcio e ex calciatore italiano
- 1962 - Arthur Emyr, ex rugbista a 15, conduttore televisivo e giornalista britannico
- 1962 - Sandra Gasser, ex mezzofondista svizzera
- 1962 - Cecilia Muñoz, politica, avvocata e attivista statunitense
- 1962 - Edgardo Venturi, ex rugbista a 15 e dirigente sportivo italiano
- 1963 - Karrin Allyson, cantante e pianista statunitense
- 1963 - Lars Bjønness, ex canottiere norvegese
- 1963 - Jason Buck, ex giocatore di football americano statunitense
- 1963 - Rosario Di Bella, cantautore e compositore italiano
- 1963 - Philippe Léveillé, cuoco e personaggio televisivo francese
- 1963 - Goran Maksimović, ex tiratore a segno serbo
- 1963 - Mauro Menezes, ex tennista brasiliano
- 1963 - Marco Pacione, dirigente sportivo e ex calciatore italiano
- 1963 - Renato Palumbo, direttore d'orchestra italiano
- 1963 - Twan Poels, ex ciclista su strada olandese
- 1963 - Nils Solstad, ex calciatore norvegese
- 1963 - Keiko Terada, cantautrice giapponese
- 1963 - Donnie Yen, artista marziale e attore cinese
- 1964 - Dave Brat, politico statunitense
- 1964 - Rex Brown, bassista statunitense
- 1964 - Marián Bíreš, ex sciatore alpino slovacco
- 1964 - Enrico Capuano, cantautore italiano
- 1964 - Fernando Carro, dirigente d'azienda e dirigente sportivo spagnolo
- 1964 - Andrea Domestici, fumettista e disegnatore italiano
- 1964 - Yoshiyuki Katō, ex calciatore giapponese
- 1964 - Pete Maggi, produttore cinematografico italiano
- 1964 - Manfredo Pinzauti, fotografo italiano († 2024)
- 1964 - Golnur Postnikova, ex sciatrice alpina sovietica
- 1964 - Robert Simonds, produttore cinematografico statunitense
- 1965 - Dan Bern, cantautore e scrittore statunitense
- 1965 - José Luis Chilavert, ex calciatore paraguaiano
- 1965 - José Morais, allenatore di calcio e ex calciatore portoghese
- 1965 - Trifon Ivanov, calciatore bulgaro († 2016)
- 1965 - Vladimir Rezničenko, ex schermidore tedesco
- 1965 - Mara Rosolen, ex pesista e discobola italiana
- 1966 - Andrea Camplone, allenatore di calcio e ex calciatore italiano
- 1966 - Bruno Carabetta, ex judoka francese
- 1966 - Tamás Deutsch, politico ungherese
- 1966 - Thierry Devergie, ex rugbista a 15 e ex rugbista a 13 francese
- 1966 - Christer Lindholm, pilota motociclistico svedese
- 1966 - Steve Tilson, allenatore di calcio e ex calciatore inglese
- 1967 - Rahul Bose, attore, regista e sceneggiatore indiano
- 1967 - Giuseppe Fornaciari, calciatore italiano († 2025)
- 1967 - Corrado Fumagalli, conduttore televisivo italiano
- 1967 - Torbjörn Gehrke, ex cestista e allenatore di pallacanestro svedese
- 1967 - Juliana Hatfield, cantautrice e musicista statunitense
- 1967 - Yannick Jadot, politico e attivista francese
- 1967 - Sasha Mitchell, attore statunitense
- 1967 - Trampas Parker, pilota motociclistico statunitense
- 1967 - Enzo Rapisarda, attore, regista e drammaturgo italiano
- 1967 - Monique Sluyter, modella, conduttrice televisiva e cantante olandese
- 1967 - Kellie Waymire, attrice statunitense († 2003)
- 1968 - Boško Anić, allenatore di calcio e ex calciatore croato
- 1968 - Maria Grazia Cucinotta, attrice, produttrice cinematografica e ex modella italiana
- 1968 - Cliff Curtis, attore neozelandese
- 1968 - Julija Garaeva, ex schermitrice russa
- 1968 - Tia Huttunen, ex cestista finlandese
- 1968 - Samuel Matete, ex ostacolista zambiano
- 1968 - Julian McMahon, attore australiano († 2025)
- 1968 - Richard Nizielski, ex pattinatore di short track australiano
- 1968 - Vinay Pathak, attore e produttore cinematografico indiano
- 1968 - Ricardo Rosset, pilota di Formula 1 brasiliano
- 1968 - Jorge Salinas, attore messicano
- 1968 - Christina Singer, ex tennista tedesca
- 1969 - Mary Asiride, attrice italiana
- 1969 - Mickey Bennett, ex calciatore inglese
- 1969 - Linda Burgess, ex cestista e allenatrice di pallacanestro statunitense
- 1969 - Dacian Cioloș, agronomo e politico rumeno
- 1969 - Alison Dunlap, ex mountain biker e ciclista su strada statunitense
- 1969 - Bryan Fuller, sceneggiatore e produttore televisivo statunitense
- 1969 - Pavel Hapal, allenatore di calcio e ex calciatore ceco
- 1969 - Timo Maas, produttore discografico e disc jockey tedesco
- 1969 - Giannīs Mylōnas, ex cestista greco
- 1969 - Triple H, dirigente d'azienda e ex wrestler statunitense
- 1970 - Andrea Accomazzo, ingegnere aerospaziale italiano
- 1970 - Nikolaj Coster-Waldau, attore e diplomatico danese
- 1970 - David TC Davies, politico britannico
- 1970 - Francesco Pavanello, militare italiano
- 1970 - Emanuele Pellizzaro, allenatore di calcio e ex calciatore italiano
- 1970 - Stephan Veen, ex hockeista su prato olandese
- 1971 - Alessandro Bertolini, ex ciclista su strada e pistard italiano
- 1971 - Vadim Jašin, allenatore di calcio a 5 e ex giocatore di calcio a 5 russo
- 1971 - Aleksej Kobelev, ex biatleta russo
- 1971 - Lehlo Ledwaba, pugile sudafricano († 2021)
- 1971 - Nicola Loda, ex ciclista su strada italiano
- 1971 - Eric Martsolf, attore statunitense
- 1971 - Paul Meier, ex multiplista tedesco
- 1971 - Anna Menconi, arciera italiana
- 1971 - Annarita Patriarca, politica italiana
- 1971 - Pat Schafhauser, ex hockeista su ghiaccio statunitense
- 1971 - Froyla Tzalam, antropologa e politica beliziana
- 1971 - Aleksandr Čajko, generale russo
- 1972 - Elisângela Adriano, ex discobola e pesista brasiliana
- 1972 - Ajdyn Aimbetov, cosmonauta kazako
- 1972 - Beatrice Fazi, attrice e conduttrice televisiva italiana
- 1972 - Takako Fuji, attrice e doppiatrice giapponese
- 1972 - Vladimir Krstić, ex cestista e allenatore di pallacanestro croato
- 1972 - Ryan Lorthridge, ex cestista statunitense
- 1972 - Samuel Mbairabé Tibingar, vescovo cattolico ciadiano
- 1972 - Ettore Prandini, imprenditore italiano
- 1972 - Clint Robinson, canoista australiano
- 1972 - Roberto Ruspoli, conduttore televisivo italiano
- 1972 - Maya Rudolph, attrice e comica statunitense
- 1972 - Takashi Shimizu, regista e sceneggiatore giapponese
- 1972 - Sheikh Muszaphar Shukor, ex astronauta malaysiano
- 1972 - Igor Taševski, allenatore di calcio e ex calciatore serbo
- 1972 - Elvis Thomas, ex calciatore canadese
- 1972 - Marco Tiberi, sceneggiatore e scrittore italiano († 2024)
- 1972 - Dorota Świeniewicz, ex pallavolista polacca
- 1973 - Paul Amey, triatleta britannico
- 1973 - Anna Archipova, ex cestista e allenatrice di pallacanestro russa
- 1973 - Ottaviano Blitch, attore, conduttore radiofonico e cantante italiano
- 1973 - Antonio Boccuzzi, politico italiano
- 1973 - Cassandra Clare, scrittrice statunitense
- 1973 - Abe Cunningham, batterista statunitense
- 1973 - Perry Freshwater, ex rugbista a 15 e allenatore di rugby a 15 neozelandese
- 1973 - Brian Hooks, attore statunitense
- 1973 - Rosanna Martin, ex mezzofondista italiana
- 1973 - Moochie Norris, ex cestista e allenatore di pallacanestro statunitense
- 1973 - David Oteo, ex calciatore messicano
- 1973 - Giannīs Sioutīs, ex cestista e allenatore di pallacanestro greco
- 1973 - Ahmed Trabelsi, ex calciatore tunisino
- 1973 - Mauro Valentini, ex calciatore italiano
- 1974 - Eason Chan, cantante, musicista e attore cinese
- 1974 - Diletta Giampiccolo, ex lottatrice italiana
- 1974 - Takehiro Hira, attore giapponese
- 1974 - Kyle Milling, ex cestista e allenatore di pallacanestro statunitense
- 1974 - Jorge Quinteros, ex calciatore argentino
- 1974 - Damian Silvera, calciatore statunitense († 2010)
- 1974 - Alfonso Sánchez, ex calciatore andorrano
- 1974 - Pete Yorn, cantautore e chitarrista statunitense
- 1975 - Ara Abrahamian, lottatore armeno
- 1975 - Hyeon Ju-yeop, ex cestista sudcoreano
- 1975 - Niels Kurvin, attore tedesco
- 1975 - Elise Laverick, canottiera britannica
- 1975 - Murubutu, rapper e cantautore italiano
- 1975 - Christa Markwalder, politica svizzera
- 1975 - Fred Mascherino, chitarrista statunitense
- 1975 - Angela Maurer, nuotatrice tedesca
- 1975 - Massimiliano Monti, ex cestista italiano
- 1975 - Ivan Pesterev, ex biatleta bielorusso
- 1975 - Alessandro Pistone, allenatore di calcio e ex calciatore italiano
- 1975 - Jamie Robinson, pilota motociclistico britannico
- 1975 - Alexander Rodriguez, ex giocatore di baseball statunitense
- 1975 - Giorgio Susana, direttore di coro, pianista e compositore italiano
- 1976 - Marcos Assunção, ex calciatore brasiliano
- 1976 - Ryan Michelle Bathe, attrice statunitense
- 1976 - Seamus Dever, attore statunitense
- 1976 - Alessandro Furnari, politico italiano
- 1976 - Michele Gallegra, ex sciatore nautico italiano
- 1976 - Susanne Georgi, cantante danese
- 1976 - Maren Günter, ex sciatrice alpina tedesca
- 1976 - Demis Hassabis, neuroscienziato, imprenditore e scacchista britannico
- 1976 - Mwadi Mabika, ex cestista della Repubblica Democratica del Congo
- 1976 - Miesha McKelvy-Jones, ex ostacolista statunitense
- 1976 - Andrés Núñez, ex calciatore costaricano
- 1976 - Zaur Ramazanov, ex calciatore e ex giocatore di calcio a 5 azero
- 1976 - Fernando Ricksen, calciatore olandese († 2019)
- 1976 - Anna Tabacchi, ex pattinatrice artistica su ghiaccio italiana
- 1977 - Jean-David Bernard, canottiere francese
- 1977 - Pedro Alfonso Fernández, ex calciatore venezuelano
- 1977 - Reda Kateb, attore francese
- 1977 - Parag Khanna, politologo indiano
- 1977 - Dina Kočetkova, ex ginnasta russa
- 1977 - Martha Madison, attrice statunitense
- 1977 - Massimo Margiotta, dirigente sportivo e ex calciatore italiano
- 1977 - Dade, bassista, produttore discografico e cantante italiano
- 1977 - Ana Pontón, politica e politologa spagnola
- 1977 - Jonathan Rhys Meyers, attore, modello e musicista irlandese
- 1977 - Guy Rucker, ex cestista statunitense
- 1977 - Chris Sørensen, ex calciatore danese
- 1977 - Eirīnī Stachtiarī, ex cestista greca
- 1977 - Marlon Yared, pallavolista brasiliano
- 1978 - Jeff Fowler, regista statunitense
- 1978 - Hiroki Itō, ex calciatore giapponese
- 1978 - Martin Jensen, ex calciatore danese
- 1978 - Ihor Kryvobok, ex calciatore ucraino
- 1978 - Fortunato Luis Pacavira, canoista angolano
- 1978 - Marcelo Salazar Filho, ex giocatore di calcio a 5 brasiliano
- 1978 - Tim Sander, attore e doppiatore tedesco
- 1978 - Thomas Sowunmi, ex calciatore nigeriano
- 1978 - Axiers Sucre, cestista venezuelano
- 1978 - Andrea Tagliaferri, calciatore italiano († 2004)
- 1978 - Cem Tuncer, bassista, compositore e arrangiatore tedesco
- 1978 - Dmitrij Upper, hockeista su ghiaccio kazako
- 1978 - Ruhollah Zam, attivista e giornalista iraniano († 2020)
- 1979 - Yusri Al-Bashah, ex calciatore saudita
- 1979 - Jorge Arce, pugile messicano
- 1979 - The Bullitts, cantautore, regista e produttore discografico britannico
- 1979 - Marielle Franco, politica, sociologa e attivista brasiliana († 2018)
- 1979 - Sidney Govou, ex calciatore francese
- 1979 - Johannes Krüger, schermidore tedesco
- 1979 - Shannon Moore, wrestler statunitense
- 1979 - Rodolfo Moya, calciatore cileno
- 1979 - Giordano Petri, attore italiano
- 1979 - Aistė Pilvelytė, cantante lituana
- 1979 - Baya Rahouli, ex triplista e lunghista algerina
- 1979 - Peter Sack, ex pesista tedesco
- 1979 - Kid606, musicista venezuelano
- 1979 - Miroslav Vajs, ex calciatore macedone
- 1980 - Carlos Aranda, ex calciatore spagnolo
- 1980 - Michail Balandin, hockeista su ghiaccio russo († 2011)
- 1980 - William Batista, ex calciatore brasiliano
- 1980 - Jessi Combs, conduttrice televisiva e pilota automobilistica statunitense († 2019)
- 1980 - Allan Davis, dirigente sportivo e ex ciclista su strada australiano
- 1980 - Francine De Paola, lottatrice italiana
- 1980 - Thayne Jasperson, attore, cantante e ballerino statunitense
- 1980 - Paul Larmand, ex cestista canadese
- 1980 - Alena Neŭmjaržyckaja, ex velocista bielorussa
- 1980 - Daniel Ponce de León, pugile messicano
- 1980 - Johnny Woodly, calciatore costaricano
- 1980 - Masato Yoshino, wrestler giapponese
- 1980 - Dolph Ziggler, wrestler statunitense
- 1980 - Issa Zongo, ex calciatore burkinabè
- 1981 - Dejan Damjanović, ex calciatore montenegrino
- 1981 - Nuria de la Fuente, modella e attrice spagnola
- 1981 - Denis Ivanov, militare russo († 2023)
- 1981 - Theo Janssen, dirigente sportivo, allenatore di calcio e ex calciatore olandese
- 1981 - Krys Kolanos, hockeista su ghiaccio canadese
- 1981 - Laura La Piana, nuotatrice italiana
- 1981 - Natalia Lesz, cantante polacca
- 1981 - Li Xiaopeng, ginnasta cinese
- 1981 - Marcus McElhenney, canottiere statunitense
- 1981 - !PAUS3, musicista ucraino
- 1981 - Peter Reed, canottiere britannico
- 1981 - Jordan Todorov, calciatore bulgaro
- 1981 - Rafael Verga, modello brasiliano
- 1981 - Paul Williams, ex pugile statunitense
- 1981 - Robert Witka, ex cestista e allenatore di pallacanestro polacco
- 1981 - Caroline Gattaz, pallavolista brasiliana
- 1982 - Beatrice Antolini, polistrumentista, cantautrice e produttrice discografica italiana
- 1982 - Troy DeVries, ex cestista statunitense
- 1982 - Gévrise Émane, judoka francese
- 1982 - Andreas Ibertsberger, ex calciatore austriaco
- 1982 - Joseph Kizito, ex calciatore ugandese
- 1982 - Kim Kötter, modella olandese
- 1982 - Jean Lomami, ex calciatore ruandese
- 1982 - Daniel Ludueña, ex calciatore argentino
- 1982 - Javier López, giocatore di calcio a 5 argentino
- 1982 - Wycliff Palu, rugbista a 15 australiano
- 1982 - Wolé Parks, attore statunitense
- 1982 - Clemente Russo, personaggio televisivo, dirigente sportivo e ex pugile italiano
- 1982 - Ricky Shields, ex cestista statunitense
- 1982 - Amanda Smock, triplista statunitense
- 1982 - Tuaoloina Solofa, calciatore samoano americano
- 1982 - Surat Sukha, ex calciatore thailandese
- 1982 - Suree Sukha, ex calciatore thailandese
- 1982 - Westside Gunn, rapper statunitense
- 1982 - Raúl del Campo, ex calciatore spagnolo
- 1983 - Seema Punia, discobola e pesista indiana
- 1983 - Cecil Brown, ex cestista statunitense
- 1983 - Lorik Cana, ex calciatore albanese
- 1983 - Choi Yeo-jin, attrice e modella sudcoreana
- 1983 - Émilie Desforges, ex sciatrice alpina canadese
- 1983 - Rocco Giannone, allenatore di calcio e ex calciatore italiano
- 1983 - Michela Greco, ex calciatrice italiana
- 1983 - Anthony Kent, cestista statunitense
- 1983 - Martijn Maaskant, ex ciclista su strada olandese
- 1983 - Elizabeth May, triatleta lussemburghese
- 1983 - Lauren Murphy, artista marziale misto statunitense
- 1983 - Goran Pandev, ex calciatore macedone
- 1983 - Serhat Parıl, attore turco
- 1983 - Stefano Pozzi, doppiatore italiano
- 1983 - Blair Redford, attore statunitense
- 1983 - Alla Sidorovskaja, ex calciatrice russa
- 1983 - Smiley, cantautore, produttore discografico e attore rumeno
- 1983 - Corey Smith, ex cestista statunitense
- 1983 - Jaka Štromajer, ex calciatore sloveno
- 1983 - Aya Traoré, cestista senegalese
- 1983 - Flávio Alex Valêncio, ex calciatore brasiliano
- 1983 - Sara Zanier, attrice, modella e showgirl italiana
- 1983 - Zé Soares, ex calciatore brasiliano
- 1984 - Mariano Barbosa, allenatore di calcio e ex calciatore argentino
- 1984 - Antoine Bethea, ex giocatore di football americano statunitense
- 1984 - Christian Castillo, ex calciatore salvadoregno
- 1984 - Mattia Cocco, hockeista su pista italiano
- 1984 - Neil Harbisson, artista e filosofo britannico
- 1984 - Ron Lewis, ex cestista statunitense
- 1984 - Lü Xiaojun, sollevatore cinese
- 1984 - Alvin Mendoza, ex calciatore messicano
- 1984 - Jayson Obazuaye, ex cestista statunitense
- 1984 - Max Scherzer, giocatore di baseball statunitense
- 1984 - Taylor Schilling, attrice statunitense
- 1984 - Daniel Straus, artista marziale misto statunitense
- 1984 - Kenny Wormald, ballerino e attore statunitense
- 1985 - Babanco, ex calciatore capoverdiano
- 1985 - Victoria Brown, pallanuotista australiana
- 1985 - Young Dolph, rapper statunitense († 2021)
- 1985 - Santa Dreimane, ex cestista lettone
- 1985 - Jason Hsu, cantante e attore taiwanese
- 1985 - Carla Hohepa, rugbista a 15 neozelandese
- 1985 - Matteo Pratichetti, rugbista a 15 italiano
- 1985 - Lou Taylor Pucci, attore statunitense
- 1985 - Branislav Ratkovica, ex cestista e allenatore di pallacanestro serbo
- 1986 - Andrea Barbieri, rugbista a 15 italiano
- 1986 - François Braud, ex combinatista nordico francese
- 1986 - Petter Brenna, ex sciatore alpino norvegese
- 1986 - Kees van Buuren, ex calciatore olandese
- 1986 - DeMarre Carroll, ex cestista e allenatore di pallacanestro statunitense
- 1986 - Matheus Cavichioli, calciatore brasiliano
- 1986 - Jessica Eye, artista marziale mista statunitense
- 1986 - Dimităr Vasilev Iliev, calciatore bulgaro
- 1986 - Dossa Júnior, ex calciatore portoghese
- 1986 - Courtney Kupets, ginnasta statunitense
- 1986 - Liam Little, calciatore neozelandese
- 1986 - Edílson Mendes Guimarães, ex calciatore brasiliano
- 1986 - Antonio Ricciardello, pallavolista italiano
- 1987 - Julien Bérard, ex ciclista su strada francese
- 1987 - Frédéric Bong, ex calciatore camerunese
- 1987 - David Cubillán, cestista venezuelano
- 1987 - Thomas Enevoldsen, ex calciatore danese
- 1987 - Jennifer Ewbank, cantante olandese
- 1987 - Jacoby Ford, giocatore di football americano statunitense
- 1987 - Thamsanqa Gabuza, calciatore sudafricano
- 1987 - Travis Goethel, giocatore di football americano statunitense
- 1987 - Marek Hamšík, ex calciatore slovacco
- 1987 - Jordan Hill, ex cestista statunitense
- 1987 - Jean-Baptiste Lafarge, attore francese
- 1987 - Willy Martin, attore, cantante e modello venezuelano
- 1987 - Kështjella Pepshi, modella kosovara
- 1987 - Marco Pichlmayer, ex combinatista nordico austriaco
- 1987 - Benoît Poulain, calciatore francese
- 1987 - Henry Rojas, allenatore di calcio e ex calciatore colombiano
- 1987 - Boris Steimetz, ex nuotatore francese
- 1987 - Juan Carlos Sánchez Martínez, ex calciatore spagnolo
- 1987 - Larissa Volpentesta, attrice italiana
- 1987 - Polawat Wangkahart, calciatore thailandese
- 1987 - Hripsime Khurshudyan, sollevatrice armena
- 1987 - Rodrigo Antônio do Nascimento, calciatore brasiliano
- 1988 - Schillonie Calvert, velocista giamaicana
- 1988 - Bagaliy Dabo, calciatore francese
- 1988 - Konstantin Engel, calciatore kazako
- 1988 - Naif Hazazi, calciatore saudita
- 1988 - Tamla Kari, attrice britannica
- 1988 - Valerij Kokoev, pesista russo
- 1988 - Lila Rose, attivista statunitense
- 1988 - Ryan Tannehill, giocatore di football americano statunitense
- 1988 - Olsi Teqja, ex calciatore albanese
- 1989 - Maya Ali, attrice pakistana
- 1989 - Mohamed Bangura, ex calciatore sierraleonese
- 1989 - Jhonnattann Benites da Conceição, calciatore brasiliano
- 1989 - Mike Brewster, giocatore di football americano statunitense
- 1989 - Maria Benedicta Chigbolu, velocista italiana
- 1989 - Henrik Dalsgaard, calciatore danese
- 1989 - Mattiyas Demircan, calciatore e giocatore di calcio a 5 svizzero
- 1989 - Georges Béaruné, calciatore francese
- 1989 - Cristian Gómez García, ex calciatore spagnolo
- 1989 - T.J. Graham, giocatore di football americano statunitense
- 1989 - Elfar Freyr Helgason, calciatore islandese
- 1989 - Franchel Ibara, ex calciatore congolese (Repubblica del Congo)
- 1989 - David Llanos, calciatore cileno
- 1989 - Gaia Mastrovincenzo, calciatrice italiana
- 1989 - Sony Nordé, calciatore haitiano
- 1989 - Savio Nsereko, calciatore e allenatore di calcio ugandese
- 1989 - Natalia Partyka, tennistavolista polacca
- 1989 - Francisco Souza dos Santos, calciatore brasiliano
- 1989 - Marcelo dos Santos Ferreira, calciatore brasiliano
- 1990 - Dani Aquino, calciatore spagnolo
- 1990 - Victoria Aveyard, scrittrice e sceneggiatrice statunitense
- 1990 - Eduardo Bettoni, judoka brasiliano
- 1990 - Sokol Çikalleshi, calciatore albanese
- 1990 - Germanò, cantautore italiano
- 1990 - Indiana Evans, attrice, cantante e ex modella australiana
- 1990 - Christine Flores, ex cestista statunitense
- 1990 - Michi Goto, calciatrice giapponese
- 1990 - Paolo Hurtado, calciatore peruviano
- 1990 - Dennis Iapichino, calciatore svizzero
- 1990 - Glory Johnson, ex cestista statunitense
- 1990 - Cheyenne Kimball, cantautrice e musicista statunitense
- 1990 - Abdel Lamanje, ex calciatore francese
- 1990 - Gerek Meinhardt, schermidore statunitense
- 1990 - Nemanja Mitrović, ex cestista bosniaco
- 1990 - Silvia Pisano, ex calciatrice italiana
- 1990 - Ksenija Sankovič, ginnasta bielorussa
- 1990 - Kriti Sanon, attrice indiana
- 1990 - David Storl, pesista tedesco
- 1991 - Carnejy Antoine, calciatore francese
- 1991 - Tyson Barrie, hockeista su ghiaccio canadese
- 1991 - Ömer Bayram, calciatore turco
- 1991 - Martín Correa, calciatore uruguaiano
- 1991 - Simon Després, hockeista su ghiaccio canadese
- 1991 - Shirley Florián, pallavolista venezuelana
- 1991 - Fran Gámez, calciatore spagnolo
- 1991 - Gastón Giménez, calciatore argentino
- 1991 - Aika Hakoyama, sincronetta giapponese
- 1991 - Negi Haruba, fumettista giapponese
- 1991 - Violetta Kolobova, schermitrice russa
- 1991 - Corey Linsley, giocatore di football americano statunitense
- 1991 - Irish Magno, pugile filippina
- 1991 - Rena Matsui, attrice, cantante e modella giapponese
- 1991 - Adam Page, wrestler statunitense
- 1991 - Ivan Strebkov, cestista russo
- 1991 - D.J. Tialavea, giocatore di football americano statunitense
- 1992 - Ramón Arias, calciatore uruguaiano
- 1992 - Thomas Bradshaw, calciatore inglese
- 1992 - Lucia Cammarano, rugbista a 15 italiana
- 1992 - Sadio Doucouré, cestista francese
- 1992 - Fabian Eberle, calciatore liechtensteinese
- 1992 - Marcel Heister, calciatore tedesco
- 1992 - Yūji Hoshi, calciatore giapponese
- 1992 - Axel Julien, cestista francese
- 1992 - Tory Lanez, rapper e cantautore canadese
- 1992 - Mitchel Megginson, calciatore scozzese
- 1992 - Teruhito Nakagawa, calciatore giapponese
- 1992 - Daniel Pedersen, calciatore danese
- 1992 - Facundo Peraza, calciatore uruguaiano
- 1992 - Joshua Risdon, calciatore australiano
- 1992 - Davi Rossetto, cestista brasiliano
- 1992 - Hanae Shibata, calciatrice giapponese
- 1992 - Naïm Sliti, calciatore tunisino
- 1992 - V.P. Suhair, calciatore indiano
- 1993 - Jordan Alexander, attrice canadese
- 1993 - Omer Atzili, calciatore israeliano
- 1993 - Tim Derksen, ex cestista statunitense
- 1993 - Nia Franklin, modella statunitense
- 1993 - Steven Gordon, calciatore nordirlandese
- 1993 - Sage Kotsenburg, snowboarder statunitense
- 1993 - Ivan Lakićević, calciatore serbo
- 1993 - Mario Larenas, calciatore cileno
- 1993 - Jordan Loyd, cestista statunitense
- 1993 - Tamara Myers, triplista bahamense
- 1993 - Park Gyu-young, attrice sudcoreana
- 1993 - Max Power, calciatore inglese
- 1993 - Yoreli Rincón, calciatrice colombiana
- 1993 - Jordan Spieth, golfista statunitense
- 1993 - Ramazan Tekin, cestista turco
- 1993 - Mandell Thomas, ex cestista statunitense
- 1993 - Mike Tyson, giocatore di football americano statunitense
- 1994 - Yamil Asad, calciatore argentino
- 1994 - Süleyman Atlı, lottatore turco
- 1994 - Cristian Avram, calciatore moldavo
- 1994 - Veronica Belfanti, calciatrice italiana
- 1994 - Winnie Harlow, supermodella e attivista canadese
- 1994 - Benas Griciūnas, cestista lituano
- 1994 - Filip Holender, calciatore serbo
- 1994 - Michael Marshman, pallavolista statunitense
- 1994 - Bernardo Matić, calciatore croato
- 1994 - Jaroslav Mihalík, calciatore slovacco
- 1994 - Matt Milano, giocatore di football americano statunitense
- 1994 - Diamantīs Slaftsakīs, cestista greco
- 1994 - Boyan Slat, inventore e imprenditore olandese
- 1994 - Lukas Spalvis, ex calciatore lituano
- 1994 - Sándor Tótka, canoista ungherese
- 1994 - Thomas Vancaeyezeele, calciatore francese
- 1994 - Patricia Maria Țig, tennista romena
- 1995 - Cees Bol, ciclista su strada olandese
- 1995 - Hugo Boumous, calciatore francese
- 1995 - Jasmine Fiorano, ex sciatrice alpina italiana
- 1995 - Jesper Hellström, triplista svedese
- 1995 - Cecilia Jiménez, nuotatrice artistica spagnola
- 1995 - Milton Karisa, calciatore ugandese
- 1995 - Okan Kocuk, calciatore turco
- 1995 - Shaquille Leonard, giocatore di football americano statunitense
- 1995 - Desirè Marconi, calciatrice italiana
- 1995 - Pasquale Mazzocchi, calciatore italiano
- 1995 - Adalberto Mondesí, giocatore di baseball statunitense
- 1995 - Ben Niemann, giocatore di football americano statunitense
- 1995 - Viktor Poletaev, pallavolista russo
- 1995 - Mercedes Russell, cestista statunitense
- 1995 - Sergej Trofimov, pattinatore di velocità su ghiaccio russo
- 1995 - Andy Van Vliet, cestista belga
- 1996 - Jameel Al-Yahmadi, calciatore omanita
- 1996 - Chris Cokley, cestista statunitense
- 1996 - Trey Drechsel, cestista statunitense
- 1996 - Lucas Dussoulier, cestista francese
- 1996 - Mohammad Reza Geraei, lottatore iraniano
- 1996 - Marco Giordano, pattinatore di short track italiano
- 1996 - Zach Hankins, cestista statunitense
- 1996 - Taron Johnson, giocatore di football americano statunitense
- 1996 - Valeria Monterubbiano, calciatrice italiana
- 1996 - Ashlyn Sanchez, attrice statunitense
- 1996 - Dawit Seyaum, mezzofondista etiope
- 1996 - Anthony Sosa, calciatore uruguaiano
- 1996 - Jhojan Valencia, calciatore colombiano
- 1996 - Yūki Ōhashi, calciatore giapponese
- 1997 - Alaa Abbas, calciatore iracheno
- 1997 - Fabian Abfalter, giocatore di football americano austriaco
- 1997 - Amir Al-Ammari, calciatore svedese
- 1997 - Rai Benjamin, ostacolista statunitense
- 1997 - Michele Di Gregorio, calciatore italiano
- 1997 - Kysre Gondrezick, cestista statunitense
- 1997 - G'Angelo Hancock, lottatore statunitense
- 1997 - Hidayət Heydərov, judoka azero
- 1997 - Thomas Jurkovitz, cestista svizzero
- 1997 - Makabi Lilepo, calciatore congolese (Repubblica Democratica del Congo)
- 1997 - Hemaloto Polovili, calciatore tongano
- 1997 - Eva Elfie, attrice pornografica russa
- 1997 - Keiichi Satō, saltatore con gli sci giapponese
- 1998 - Anthony Brown, giocatore di football americano statunitense
- 1998 - Jay Clarke, tennista britannico
- 1998 - Harry Céspedes, calciatore boliviano
- 1998 - Jorge Roberto Díaz, calciatore messicano
- 1998 - Morgan Hentz, pallavolista statunitense
- 1998 - Rune Herregodts, ciclista su strada e pistard belga
- 1998 - Matheus Mascarenhas, calciatore brasiliano
- 1998 - Ez Mil, rapper e produttore discografico filippino
- 1998 - Nicolò Molteni, sciatore alpino italiano
- 1998 - Ana Petrak, cestista croata
- 1998 - Morlaye Sylla, calciatore guineano
- 1998 - Przemysław Wiśniewski, calciatore polacco
- 1999 - Brandon Barzey, calciatore montserratiano
- 1999 - Lucía Caraballo, attrice, ballerina e modella spagnola
- 1999 - Vladan Danilović, calciatore bosniaco
- 1999 - Emerson Deocleciano, calciatore brasiliano
- 1999 - Ludovica Francesconi, attrice italiana
- 1999 - Derry Murkin, calciatore inglese
- 1999 - Savva Novikov, ciclista su strada e pistard russo
- 1999 - Jeppe Okkels, calciatore danese
- 1999 - Onolbaatar Khulan, cestista mongola
- 1999 - Terell Smith, giocatore di football americano samoano americano
- 1999 - Unique Thompson, cestista statunitense
- 1999 - Hamish Warden, cestista australiano
- 1999 - Yago Cariello Ribeiro, calciatore brasiliano
- 2000 - Jayden Bogle, calciatore inglese
- 2000 - Fernando Martínez, calciatore argentino
- 2000 - Alexandria Perkins, nuotatrice australiana
- 2000 - Adams Sola, cestista spagnolo
- 2000 - Artem Tkachuk, attore italiano
- 2000 - Petros Tsitsipas, tennista greco

## XXI secolo(32)
- 2001 - Lewin Blum, calciatore svizzero
- 2001 - Anders Foldager, ciclista su strada danese
- 2001 - Miguel Gutiérrez, calciatore spagnolo
- 2001 - Killian Hayes, cestista francese
- 2001 - Strahinja Jeremić, giocatore di football americano serbo
- 2001 - Isaiah McGuire, giocatore di football americano statunitense
- 2001 - Kelvin Ofori, calciatore ghanese
- 2001 - Maia Roos, rugbista a 15 neozelandese
- 2002 - Tibet Görener, cestista turco
- 2002 - Abdullah Iqbal, calciatore pakistano
- 2002 - Maxwell Lewis, cestista statunitense
- 2002 - Rose Loga, martellista francese
- 2002 - Geōrgios Tanoulīs, cestista greco
- 2002 - Alan Velasco, calciatore argentino
- 2002 - Nico Young, mezzofondista statunitense
- 2003 - Aggie Beever-Jones, calciatrice inglese
- 2003 - Tibor Del Grosso, ciclocrossista, ciclista su strada e mountain biker olandese
- 2003 - Louis Foster, pilota automobilistico britannico
- 2003 - Elvina Kalieva, tennista statunitense
- 2004 - Josef Al-Imam, calciatore iracheno
- 2004 - Manu Bueno, calciatore spagnolo
- 2004 - Juan Castilla, calciatore colombiano
- 2004 - Kevin Kelsy, calciatore venezuelano
- 2004 - Giovanni Lazzaro, mezzofondista italiano
- 2004 - Juan Mina, calciatore colombiano
- 2004 - Cher Ndour, calciatore italiano
- 2004 - Tobías Rubio, calciatore argentino
- 2005 - Pacôme Dadiet, cestista francese
- 2005 - Kenneth Igboke, calciatore nigeriano
- 2005 - Wang Haoyu, nuotatore cinese
- 2006 - Irada Islamova, nuotatrice artistica kazaka
- 2007 - Giorgio Armani Nguichie Kamseu Kamogne, nuotatore camerunese

## Senza anno specificato(1)
- Abd al-Rahman al-Milad, militare e criminale libico († 2024)